# Jean de Montreuil
Jean Charlin, detto de Montreuil (Monthureux-le-Sec, 1354 – Parigi, 12 giugno 1418), è stato uno scrittore, erudito e funzionario politico francese, tra i protagonisti del Preumanesimo parigino.
Dobbiamo la riscoperta della sua vicenda biografica al De Joannis de Monsteriolo vita et operibus, tesi in latino del linguista Antoine Thomas pubblicata nel 1883.
Si formò al Collège de Navarre e nel 1394 ottenne il canonicato di Saint-Pierre a Lilla. In qualità di segretario in seno alla cancelleria reale, ebbe modo di coltivare rapporti significativi con i maggiori intellettuali europei, tra i quali Coluccio Salutati, Laurent de Premierfait e Nicolas de Clamanges. Coniugò l'interesse per la riscoperta dei manoscritti classici con un forte sentimento anti-inglese, come dimostra l'uso strumentale che fece seguire al rinvenimento di un testimone della Lex salica in materia di successione al trono, sostenendo la casata di Valois in opposizione all'usurpatore Enrico IV d'Inghilterra.
Jean de Montreuil partecipò all'accesa querelle aperta da Christine de Pizan nel 1401 sul carattere maschilista del Roman de la Rose, prendendo le difese di Jean de Meung insieme a buona parte degli accademici parigini. Ci sono pervenute oltre duecento lettere private e alcuni trattati storici, tra cui A toute chevalerie, rimaneggiamento in francese di una sua precedente opera in latino (Regali ex progenie) mediante il quale esorta la nobiltà a una pronta cacciata degli Inglesi.
Morì assassinato per mano borgognona nel 1418, durante la logorante guerra civile che in quell'anno portò alla nuova presa di Parigi guidata da Giovanni senza Paura.